# كلاي أرمسترونغ
كلاي أرمسترونغ (بالإنجليزية: Clay Armstrong)‏ هو عالم وظائف الأعضاء أمريكي، ولد في 1934 في شيكاغو في الولايات المتحدة.